# کلارا ملیشکووا
کلارا ملیشکووا (چکی: Klára Melíšková؛ زادهٔ ۲۹ نوامبر ۱۹۷۱) بازیگر اهل جمهوری چک است.
از فیلم‌ها یا برنامه‌های تلویزیونی که وی در آن نقش داشته‌است، می‌توان به ستاره چهارم و من، اولگا هپناروا اشاره کرد.